# Априлово (Софийская область)
Априлово (болг. Априлово) — село в Болгарии. Находится в Софийской области, входит в общину Горна-Малина. Население составляет 1171 человек (2022).

## Политическая ситуация
В местном кметстве Априлово, в состав которого входит Априлово, должность кмета (старосты) исполняет Георги Николов Чолаков (коалиция в составе 2 партий; Земледельческий народный союз (ЗНС), ГЕРБ) по результатам выборов.
Кмет (мэр) общины Горна-Малина — Емил Христов Найденов Болгарская социалистическая партия (БСП) по результатам выборов.